# Inconformidad (calidad)
En administración de calidad, una inconformidad (a también conocida como defecto) es una desviación de una especificación, un estándar, o una expectativa. Puede ser clasificada de múltiples formas, aunque un esquema de clasificación típico puede tener tres a cuatro niveles, incluyendo defectos críticos, mayores, importantes, y menores.
Mientras algunas situaciones permiten usar "inconforme" y "defectuoso" como sinónimos, algunas industrias distinguen entre los dos; la inconformidad representa el incumplimiento de un estado y una  especificación previstos, mientras que un defecto representa un incumplimiento de los requisitos de uso normal. Esto puede ser visto en el estándar de  ingeniería de software internacional ISO/IEC 25010 (anteriormente ISO/IEC 9126), el cual distingue entre un "defecto" y una "inconformidad", siendo un defecto el incumplimiento de los requisitos de uso pretendidos, mientras que una no conformidad es el incumplimiento de un requisito. Se hace una distinción similar entre validación y verificación.

## Clasificación (tipos) de no conformidad
Al asegurar la calidad de un producto o de un servicio, la clasificación de las no-conformidades (inconformidades) es importante, en cuanto proporciona una oportunidad para reducirlas mejor.
La NASA reconoce los siguientes tipos  de inconformidad:
No conformidad menor (NCm) - Cualquier inconformidad que no afecte negativamente a la aeronavegabilidad, el rendimiento, la durabilidad, la intercambiabilidad, la confiabilidad, el mantenimiento, el uso u operación efectiva, el peso o la apariencia (donde ésta sea un factor), la salud o la seguridad. Las inconformidades menores múltiples cuando se consideran colectivamente pueden elevar la categoría a una inconformidad mayor o crítica.
No conformidad mayor (NCM) - Cualquier inconformidad que no sea crítica, que pueda resultar en una falla o reducir materialmente la usabilidad del producto para el propósito previsto (es decir, uso u operación efectiva, peso o apariencia (donde ésta sea un factor), salud o seguridad) y que no pueda eliminarse completamente rehaciéndola o reducirse a una inconformidad menor mediante una reparación aprobada.
Inconformidad crítica -Cualquier inconformidad que pueda resultar en condiciones peligrosas o inseguras para las personas que usan, mantienen o dependen del producto o impiden el desempeño de una misión vital de la organización.
La ENAC, por su parte, sólo reconoce los dos primeros tipos de inonformidad